# Titularbistum Tarsus dei Maroniti
Tarsus dei Maroniti (ital.: Tarso dei Maroniti) ist ein Titularbistum der katholischen Kirche, das vom Papst an Titularbischöfe aus der mit Rom unierten Maronitischen Kirche vergeben wird. Es bezieht sich auf die heute türkische Stadt Tarsus, aus der der Apostel Paulus stammte.
| Titularbischöfe von Tarsus dei Maroniti |                         |                                     |                |                   |
| Nr.                                     | Name                    | Amt                                 | von            | bis               |
| 1                                       | Joseph Darian           |                                     | 22. März 1896  | 23. März 1920     |
| 2                                       | Emanuele Phares         |                                     | 28. April 1928 | 15. Dezember 1943 |
| 3                                       | Pietro Dib              |                                     | 27. April 1946 | 30. Juli 1946     |
| 4                                       | Anton Peter Khoraiche   | Weihbischof in Saida (Libanon)      | 25. April 1950 | 25. November 1957 |
| 5                                       | Nasrallah Boutros Sfeir | Weihbischof in Antiochien (Libanon) | 23. Juni 1961  | 19. April 1986    |
| 6                                       | Abdallah Bared          | Weihbischof in Antiochien (Libanon) | 22. Mai 1986   | 15. Juli 1988     |
| 7                                       | Paul Youssef Matar      | Weihbischof in Antiochien (Libanon) | 7. Juni 1991   | 8. Juni 1996      |
| 8                                       | Antoine Nabil Andari    | Weihbischof in Antiochien (Libanon) | 7. Juni 1997   |                   |